# 拓跋拔干
拓跋拔干（？—？），追尊魏昭成帝拓跋什翼犍曾孙，广平郡太守、辽西公拓跋意烈之子，北魏宗室、官员。

## 生平
拓跋拔干博通古今，父亲拓跋意烈虽然有罪，魏道武帝拓跋珪以拓跋拔干是宗室近亲，委以心腹之任。拓跋拔干有计谋，屡次贡献忠心勤劳。魏明元帝拓跋嗣即位，拓跋拔干出任勃海郡太守，官吏百姓喜爱他。拓跋拔干获赐爵武遂子，转任平原镇镇将，得到将士们的人心，去世后，谥号灵公

## 家庭

### 子女
- 拓跋受洛，北魏侍中、太尉、武邑贞公[3]